# Simón Rodríguez (Francisco Javier Pulgar)
Pour les articles homonymes, voir Rodríguez et Simon Rodriguez.
Simón Rodríguez est l'une des quatre paroisses civiles de la municipalité de Francisco Javier Pulgar dans l'État de Zulia au Venezuela. Sa capitale est Pueblo Nuevo-El Chivo, chef-lieu de la municipalité.

## Odonymie
La paroisse civile est nommée en l'honneur de l'éducateur et philosophe vénézuélien Simón Rodríguez (1769-1854), tout comme la municipalité de Simón Rodríguez dans l'État d'Anzoátegui.